# Alfred od Lihtenštajna
Princ Alfred od Lihtenštajna (Alfred Aloys Eduard; 11. lipnja 1842. u Pragu – 8. listopada 1907. u dvorcu Frauenthal castle) bio je sin princa Franza de Paule od Lihtenštajna (1802. – 1887.) i grofice Julije Eudoxije Potocka-Piława (1818. – 1895.), te rođak kneza Franje I. od Lihtenštajna.

## Biografija
Princ Alfred bio je sin austrijskog generala princa Franza od Lihtenštajna i grofice Julije Eudoxije Potocka-Piława. Nakon što je studirao pravo od 1864. do 1866. godine, princ Alfred ušao je u austrijsku vojsku, gdje je došao do čina bojnika. Političko djelovanje započeo je u Grazu, 1873., kao predvodnik konzervativnoga i protuliberalnoga odbora. Ušao je u zemaljski parlament vojvdostva Štajerske, gdje je ostao do 1899. S mandatom iz izborne jedinice Radkersburg-Feldbach ušao je 1879. u Zastupnički dom austrijskoga Carevinskoga vijeća, gdje je ostao do 1878. Zalagao se uvođenje konfesionalnih škola. Zajedno sa svojim bratom, princom Aloysom osnovao je kršćanski orijentiran Lihtenštajnski klub. Nakon smrti njegova oca, 1887., Alfred je postao poglavarom bočne linije obitelji Liechtenstein, te je preuzeo odgovarajuće dužnosti u kneževskoj kući. 
Godine 1903. postao je viteza Reda zlatnoga runa.

## Brak i potomstvo
Oženio je prvu rođakinju, u Beču, 26. travnja 1865., princezu Henriette od Lihtenštajna (Schloss Liechtenstein bei Mödling, 6. lipnja 1843. - Schloss Frauenthal, 24. prosinca 1931.), kći kneza Alojza II. Par je imao desetero djece.
- princeza Franziska Maria Johanna (Beč, 21. kolovoza 1866. - Schloss Frauenthal, 23. prosinca 1939.), nije se udavala, nema potomstva.
- princ Franz de Paula Maria (Beč, 24. siječnja 1868. - Graz, 26. kolovoza 1929.), nije se ženio, nema potomstva.
- princeza Julia (Beč, 24. siječnja 1868 - Beč, 24. siječnja 1868).
- princ Aloys (1869. – 1955.); oženio nadvojvotkinju Elisabeth Amalie Austrijsku; odrekao se prava nasljedstva u korist sina Franje Josipa, 1923. godine
- princeza Maria Theresia Julie (Hollenegg, 9. rujna 1871. - Schloss Frauenthal, 9. travnja 1964.), nije se udavala, nema potomstva.
- princ Johann (Beč, 6. siječnja 1873. - Hollenegg, 3. rujna 1959.), oženio Mariju groficu Andrássy von Czik-Szent-Király und Krasna-Horka (Budimpešta, 7. prosinca 1886. - Beč, 14. prosinca 1961.), i imao potomstvo.
- princ Alfred Roman (Beč, 6. travnja 1875. - Waldstein bei Peggau, Štajerska, 25. listopada 1930.), oženio 1912. Theresiju Mariju princezu zu Oettingen-Oettingen und Oettingen-Wallerstein (München, 1. lipnja 1887. - Waldstein, 29. svibnja 1971.),[2] i imao potomstvo.
- princ Heinrich Aloys Maria Joseph (Hollenegg, 21. lipnja 1877. - ubijen na službi u I. svjetskom ratu u Varšavi, 16. kolovoza 1915.), nije se ženio, nema potomstva.
- princ Karl Aloys (Frauenthal, 16. rujna 1878. - Frauenthal, 20. lipnja 1955.), oženio 1921. Elizabeth, princezu od Uracha i groficu od Württemberga (Schloss Lichtenstein, 23. kolovoza 1894. - Frauenthal, 13. listopada 1962.)[3] i imao potomstvo.
- princ Georg Hartmann Joseph Maria Mathäus (Beč, 22. veljače 1880. - Hollenegg, 14. travnja 1931.), benediktinac u Pragu.

## Vanjske poveznice
- Princ Alfred od Lihtenštajna na stranici Find a Grave
- Lorenz–Stekl: Liechtenstein Alfred Prinz von und zu. U: Österreichisches Biographisches Lexikon 1815–1950 (ÖBL). svezak 5, Verlag der Österreichischen Akademie der Wissenschaften, Beč 1972., s. 202.
- Redaktion HLFL: Liechtenstein, Alfred von (1842–1907). U: Historisches Lexikon des Fürstentums Liechtenstein.